# Eugenia aeruginea
Eugenia aeruginea es una especie de planta perteneciente a la familia de las mirtáceas. 

## Descripción
Son arbustos o árboles, que alcanzan un tamaño de 3-15(-20) m de altura y hasta 60 cm de diámetro; tallos jóvenes, hojas e inflorescencias densa y uniformemente adpreso pelosos con pelos cobrizos, 2-braquiales, volviéndose glabrescentes con la edad, los pelos persistentes de color cobrizo opaco o cinéreos. Ramitas teretes o ligeramente comprimidas; corteza lisa, parda o parda-rojiza. Hojas elípticas, las láminas 5.5-13 × 2-6 cm, 1.5-2(-3) veces más largas que anchas, cartáceas; vena media impresa en el haz, convexa en el envés; nervaduras laterales frecuentemente inconspicuas, 10-14 nervaduras primarias por lado con muchas intermedias; nervaduras marginales similares a las nervaduras laterales y arqueadas entre ellas, a 1-2 mm de los márgenes; haz y nervadura media glabrescentes o con pelos esparcidos, el envés con pelos esparcidos, cobrizos o cinéreos; glándulas inconspicuas en el haz, oscuras en el envés; base cuneada; márgenes revolutos cuando menos cerca de la base, frecuentemente decurrentes a lo largo del pecíolo; ápice acuminado a agudo o redondeado; pecíolos 10-15 mm, acanalados adaxialmente. Inflorescencias axilares, racemosas, solitarias; eje 15-50(-70) × c. 1 mm; flores 7-20; brácteas 0.7-3 mm, lanceoladas, caducas en el botón o en la flor temprana, el ápice agudo; botones 2.5-4 mm. Flores pediceladas los pedicelos 5-15 mm, aproximadamente tan largas como los entrernudos; bractéolas 0.7-1.2 mm, lanceoladas, similares a las brácteas, caducas en el botón o en la flor temprana, la base libre, el ápice agudo; hipanto 1.5-2 mm en la flor, pronto alargándose, obcónico; lobos del cáliz en pares desiguales, ambas superficies adpreso pelosas con pelos cobrizos, los márgenes ciliados, el ápice redondeado u obtusamente agudo, el par más pequeño 1.5-2.5 × 2-2.5 mm, el par más grande 2-3.5 × 2-2.5 mm; pétalos 4-5 × 3-4 mm, elípticos, los márgenes enteros, el ápice redondeado; disco 3-4 mm de diámetro, glabro o el anillo estaminal hispídulo, el centro con algunos pelos; estambres 100-150, 6-8 mm; estilo 7-8 mm, glabro o con algunos pelos en la mitad inferior. Frutos 9-15 × 4-9 mm, elipsoidales, algunas veces curvos o alargados distalmente, la base truncada, frecuentemente unida oblicuamente al pedicelo, el pericarpo de paredes delgadas, adpreso peloso, más densamente adpreso peloso en la base y el ápice; cáliz persistente, los lobos enrollados; color negro-purpúreo en la madurez.

## Distribución y hábitat
Se encuentra en los bosques húmedos mixtos, manglares pantanosos. a una altitud de 0-600 metros en Mesoamérica, Cuba y Jamaica.

## Taxonomía
Eugenia aeruginea fue descrita por Augustin Pyrame de Candolle y publicado en Prodromus Systematis Naturalis Regni Vegetabilis 3: 283. 1828.
Etimología
Eugenia: nombre genérico otorgado en honor del  Príncipe Eugenio de Saboya.
aeruginea: epíteto latino que significa "color de óxido de cobre.
Sinonimia
- Eugenia fadyenii Krug & Urb.
- Eugenia fadyenii var. glabra Krug & Urb.
- Eugenia gregii Griseb.[5]